# Saint-Ouen (Somme)
Saint-Ouen (picardisch: Saint-Ouin) ist eine nordfranzösische Gemeinde mit 1775 Einwohnern (Stand 1. Januar 2022) im Département Somme in der Region Hauts-de-France. Die Gemeinde liegt im Arrondissement Amiens und gehört zum Kanton Flixecourt.

## Geographie
Das industrialisierte Saint-Ouen, das mit den Nachbargemeinden Ville-le-Marclet und Saint-Léger-lès-Domart im Norden zusammengewachsen ist, liegt rund vier Kilometer südlich von Domart-en-Ponthieu im Tal der Nièvre. Bahnanschluss zu den Fabriken an der Nièvre wird von Flixecourt durch ein Industriegleis (auf der Trasse einer Bahnstrecke im Tal der Nièvre) hergestellt. Zu Saint-Ouen gehört die Siedlung La Reine Brunehaut an einer Trasse der Chaussée Brunehaut, die von Amiens kommt.

## Einwohner
| 1962 | 1968 | 1975 | 1982 | 1990 | 1999 | 2006 | 2011 |
| ---- | ---- | ---- | ---- | ---- | ---- | ---- | ---- |
| 2117 | 2106 | 2047 | 2011 | 2186 | 2196 | 2063 | 2021 |

## Verwaltung
Bürgermeisterin (maire) ist seit 2020 Sylvie De Almeida.

## Sehenswürdigkeiten
- Kirche Saint-Ouen[2]

## Persönlichkeiten
- Alfred Manessier (1911–1993), Maler, in Saint-Ouen geboren und begraben.

## Belege
1. ↑  Répertoire national des élus: les maires. In: data.gouv.fr, Plateforme ouverte des données publiques françaises. 2. Dezember 2020 (französisch).
2. ↑  Kirche auf clochers.org